# Ring belge R24
Pour les articles homonymes, voir R24.
Le ring belge R24 est le contournement sud de Nivelles. Il forme une demi rocade au sud de la ville de Nivelles. Il fait le lien entre la E19 et la N25. De plus, il dessert le zoning industriel de Nivelles. Malgré les deux bandes dans chaque sens, des embouteillages subsistent et sont dus aux trois ronds-points qui ne sont qu'à une seule bande. Les files aux heures de pointe sont fréquentes, ce qui fait en moyenne 20 minutes pour effectuer environ 2 km. En plus, les bureaux du MET sont situés dans ce même zoning.